# Atavistic Records
Atavistic Records est un label discographique américain de rock et de jazz, basé à Chicago dans l'Illinois. 

## Histoire
le label est surtout connu pour ses enregistrements de free jazz. Il a produit les albums de Glenn Branca, Nels Cline, Lydia Lunch, Peter Brötzmann, divers projets de Ken Vandermark, Pinetop Seven, Swans, Elliott Sharp, Larry Ochs, Mars, Davey Williams, Wharton Tiers, Brian Harnetty et Poem Rocket parmi tant d'autres.
Le label est fondé à Columbus dans l'Ohio en 1985 par Kurt Kellison, d'abord comme label de production de vidéo (VHS) pour des groupes tels que Live Skull ou encore The Flaming Lips. Le label déménage ensuite à Chicago quand Kellison s'y installe en 1988.
La marque Unheard Music Series d'Atavistic se concentre sur la réédition d'enregistrements épuisés d'improvisation libre/jazz avant-gardiste.